# Kayla Alexander
Pour les articles homonymes, voir Alexander.
Kayla Alexander est une joueuse de basket-ball canadienne, née le 5 janvier 1991 à Milton (Ontario, Canada).

## Biographie

### Carrière universitaire
Née au Canada de parents d'origine jamaïcaine, elle débute au basket-ball par hasard à 12 ans bien que son père ait joué par le passé à Niagara university, entraînant à sa suite sa sœur Kesia et son frère Kyle. Elle s'illustre avec l'équipe de son lycée, les Barrie Royals, la sélection de l'Ontario puis avec les U19 du Canada avant de rejoindre l'Orange de Syracuse, où elle étudie l'histoire et le français. Freshman, elle est nommée dans la Big East All-Freshman Team et la Big East All-Academic Team. Elle est la troisième marqueuse de son équipe avec 10,8 points par rencontre et la meilleure contreuse avec 69 réalisations. Dès sa seconde année, elle intègre la All-Big East First Team, tout en restant dans la Big East All-Academic Team en menant son équipe aux points, à l'adresse, aux contres et à l'adresse aux lancers francs. En junior, elle inscrit un nouveau record de l'université avec 96 contres en une seule saison. En senior, elle retrouve la All-Big East First Team et termine sa scolarité avec de nombreux records de l'université dont les points inscrits (2 024), les contres (350), les paniers réussis (736), les lancers francs réussis (552), les lancers francs tentés (750), les rencontres disputées (140), ainsi que le nombre de points et de paniers réussis sur une saison (573 et 151). Elle détient la seconde meilleure performance aux rebonds avec 970 prises.

### WNBA
Elle est draftée en huitième position par les Silver Stars de San Antonio.
Lors de la saison WNBA 2017, elle dispute 34 rencontres (dont 10 titularisations) pour des statistiques de 6,2 points et 3,1 rebonds de moyenne. Elle février 2018, les Aces (ex-Stars) annoncent son transfert au Fever de l'Indiana avec un troisième tour de la draft WNBA 2019 en échange d'un deuxième tour de la draft WNBA 2019.

## Europe
Durant l'été 2014, elle signe avec le club russe de Tchevakata Vologda, après avoir déjà joué en Russie l'année précédente à l'Energia Ivanovo (14,3 points et 9,1 rebonds).
Après avoir commencé la saison 2015-2016 avec le Dynamo Novossibirsk (19,1 points et 9,7 rebonds), elle rejoint en mars 2016 un autre club russe Spartak région de Moscou.
Le président du club français de  Bourges Pierre Fosset la signe à l'été 2016 « Elle nous a fait belle impression en quart d'Eurocoupe (avec Moscou) » avec 10 points, 9 rebonds sur le parquet des Tango. L'entraîneuse Valérie Garnier attend de sa recrue de 25 ans « sa présence athlétique sous le cercle. Point de fixation fort, elle amènera de la dissuasion défensive, des rebonds et des points ». Dès fin octobre, elle se montre efficace avec 16 points à 5/10 aux tirs et 10 rebonds en 33 minutes pour contribuer à la victoire 65 à 62 de Bourges sur Angers. Elle remporte la Coupe de France 2017 face à Charleville en inscrivant 9 points.
Au terme de la saison 2016-2017 (10,6 points, 7,6 rebonds), elle rejette une proposition de prolongation de la part de Bourges souhaitant prendre du repos après la prochaine saison WNBA.
En mars 2022, elle arrive à l'ASVEL pour compenser la blessure d'Helena Ciak, puis l'année suivante elle est rappelée par Bourges pour succéder à Iliana Rupert.
En 2024 après deux saisons pleines avec Bourges, elle signe dans le club espagnol de Valence.

## Sélection nationale
En 2006, elle joue avec l'équipe U15. En 2008, elle dispute le Tournoi des Amériques des U18 pour 4 victoires et une défaite avec des statistiques de 11,6 points à 61,8 % de réussite et 10,4 rebonds par rencontre, puis dispute en 2009 le Mondial U19 avec le Canada pour 4 victoires en 9 rencontres 4-5 record et un bilan personnel de 11,3 points à 42 % de réussite et 11,3 rebonds.
Elle fait partie de la dernière vague des joueuses éliminées de la sélection préparant le Championnat du monde 2014.

## Clubs

### NCAA
- 2009-2013 :  Orange de Syracuse

### WNBA
- 2013-2017 :  Silver Stars de San Antonio
- 2018 :  Fever de l'Indiana
- 2019 :  Sky de Chicago
- 2020 :  Lynx du Minnesota

### Europe
- 2013-2014 :  Energia Ivanovo
- 2014-2014 :  Tchevakata Vologda
- 2015-2016 :  Novossibirsk
- 2016-2016 :  Spartak région de Moscou
- 2016-2017 :  Tango Bourges Basket
- 2017-2018 :  Samsung Life Blueminx
- 2018-2019 :  Adelaide Lightning
- 2019-2020 :  Arka Gdynia
- 2020-2021 :  Mithra Castors Braine
- 2022 :  LDLC ASVEL féminin
- 2022-2024 :  Tango Bourges Basket
- 2024- :  Valence Basket

## Palmarès
- Coupe de France : 2017, 2024[18]

### Distinctions individuelles
- Associated Press Honorable Mention All-American (2013[6])
- All-Big East First Team (2011, 2013[6])
- All-Big East Second Team (2012[6])
- Big East All-Freshman Team (2010[6])
- Cinq Majeur LFB : saison 2023-2024[19]